# Cazzago Brabbia

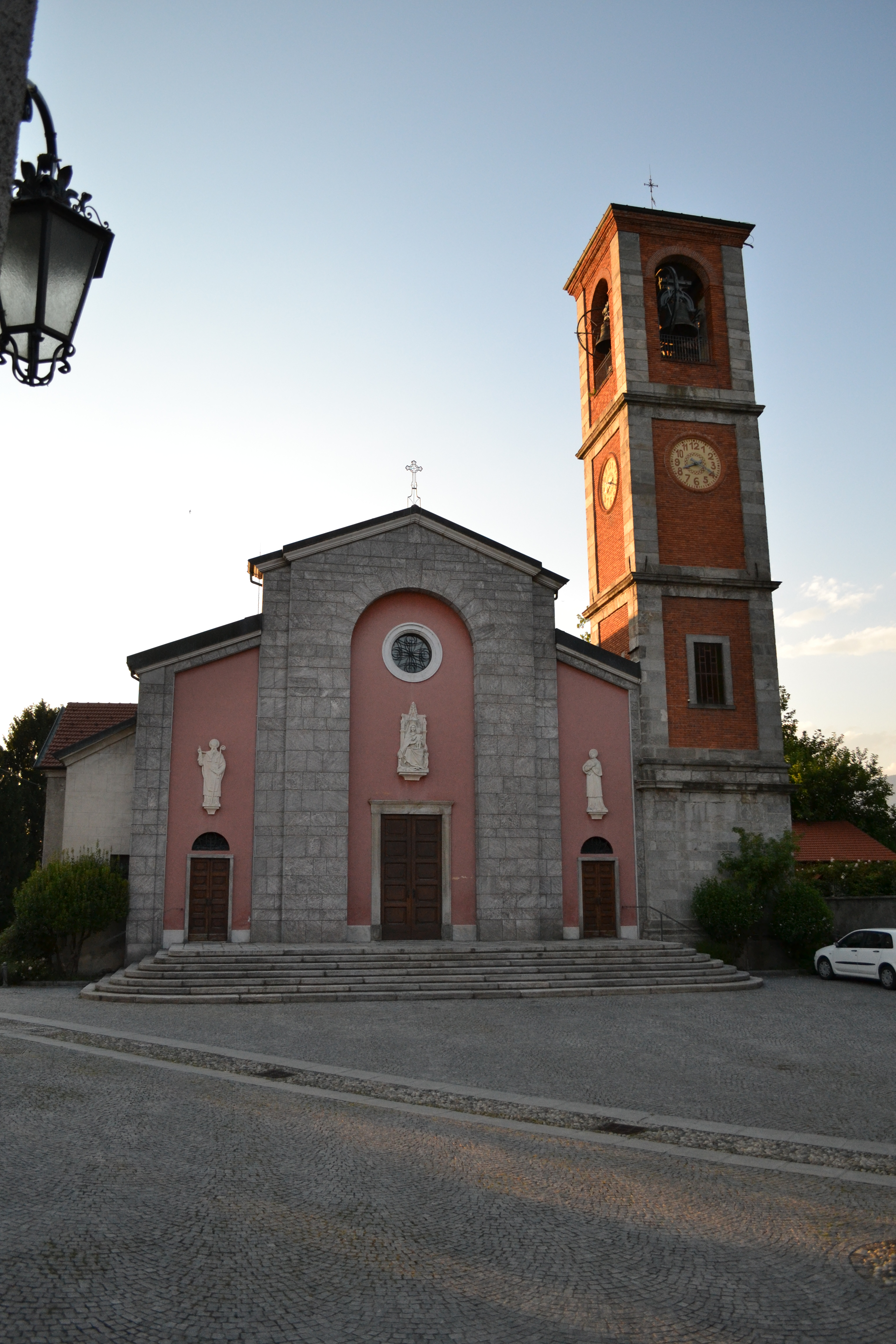
Kirche San Carlo Borromeo

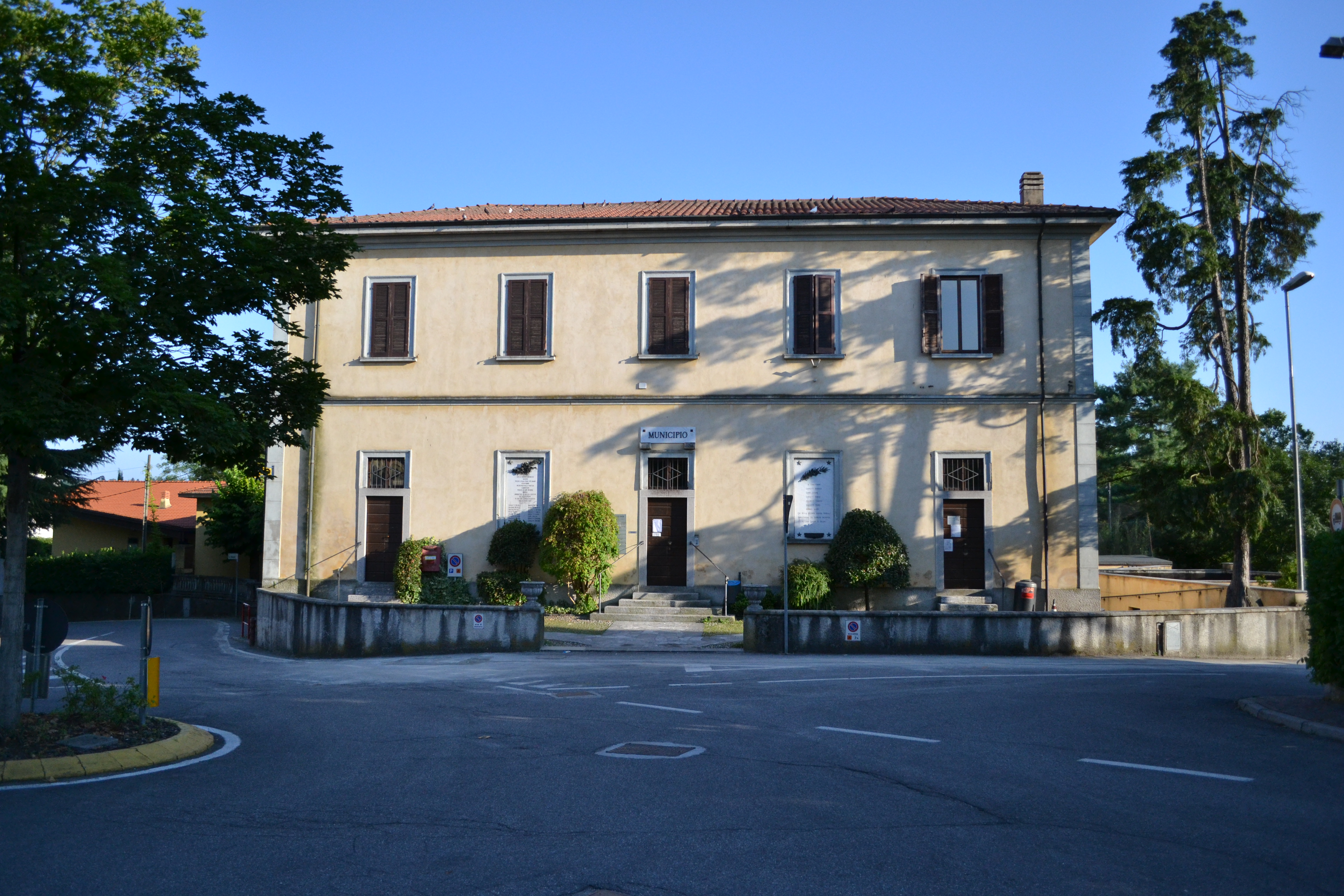
Gemeindehaus

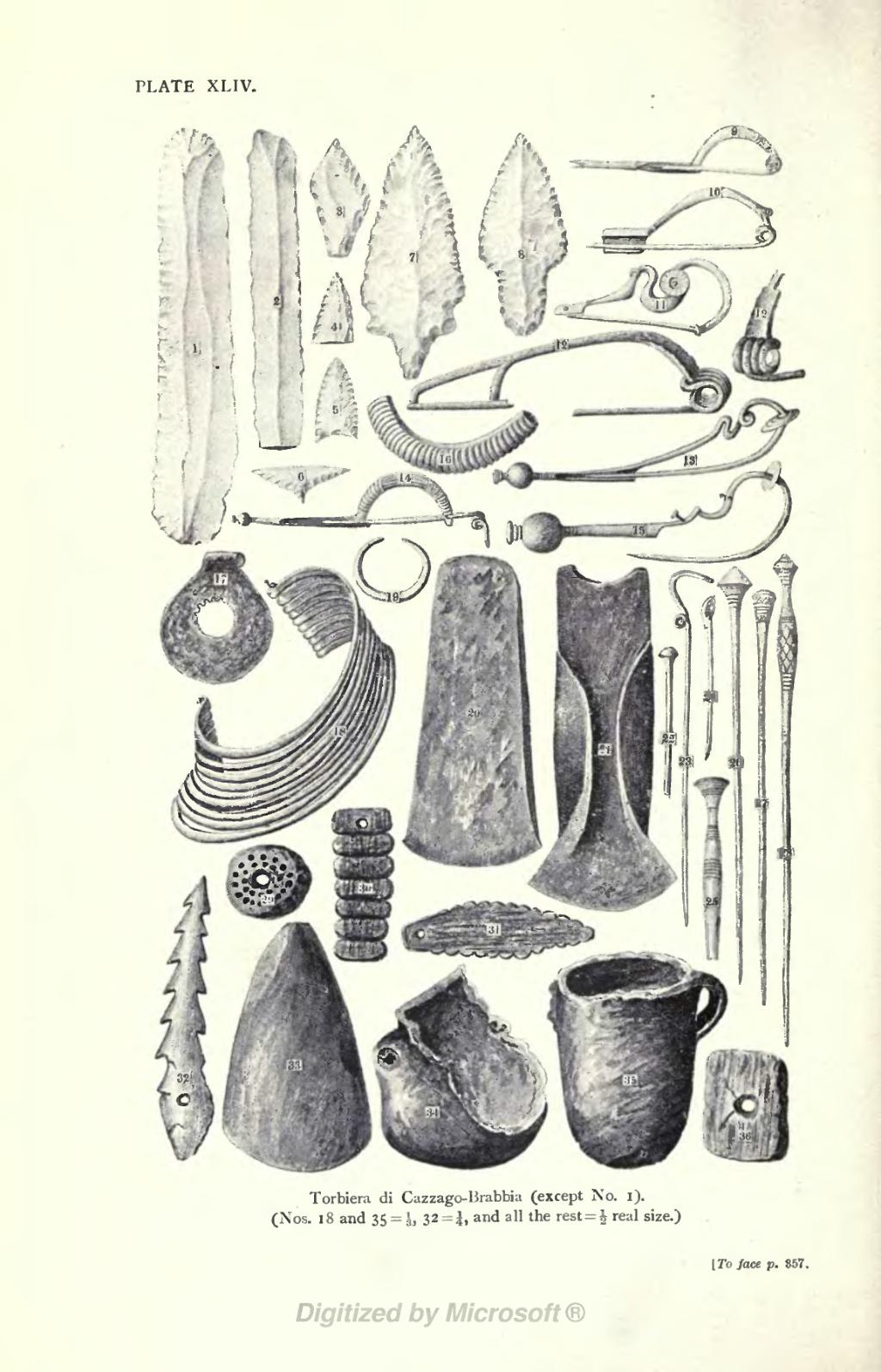
Paläontologische Fünde im Torfmoor von Gazzago Brabbia

Cazzago Brabbia ist eine italienische Gemeinde (comune) in der Provinz Varese in der Region Lombardei.

## Geographie
Die Gemeinde liegt etwa 7,5 Kilometer westsüdwestlich von Varese am Lago di Varese und bedeckt eine Fläche von 3,86 km². Zu Cazzago Brabbia gehören die Fraktionen Bonze, Cascina Costa, Fornaci, Fosso di Mezzo, Pizzo di Cazzago und Torbiera di Cazzago. Die Nachbargemeinden sind Biandronno, Bodio Lomnago, Inarzo, Ternate und Varese.

## Geschichte
Der Ort, der in den Statuten der Straßen und Gewässer der Grafschaft Mailand als Cazago bezeichnet wird, gehörte zu den Gemeinden, die zur Instandhaltung der Straße von Rho beitrugen (1346). In den Registern des Estimo (Grundbuch) des Herzogtums Mailand von 1558 und den nachfolgenden Aktualisierungen im 17. Jahrhundert war Cazzago noch in Pieve di Brebbia enthalten.
Nach den Antworten des Kanzlers Giovanni Battista Simonetta auf die 45 Fragen der II. Volkszählungsjunta von 1751 war die Gemeinde mit dem Grafen Giulio Visconti Borromeo Arese belehnt, der dafür 27 Lire pro Jahr erhielt. Kein Richter residierte im Land, die feudalen Zivil- und Strafgerichte befanden sich in Gavirate und der königliche Hof in Gallarate. Der Podestà von Gallarate wurde mit 4 Lire und 10 Soldi pro Jahr entlohnt.
Die Gemeinde verfügte über einen eigenen Rat, in dem die ersten Schätzer und Eigentümer vertreten waren und aus dem ein Bürgermeister und zwei Abgeordnete gewählt wurden, die alle drei Jahre mit Zustimmung der Wähler, die Mitglieder des Schätzerrats waren, erneuert wurden. Die gewählten Vertreter wurden mit der Verwaltung der öffentlichen Angelegenheiten betraut. Der Gemeindevorsteher, der ein Jahresgehalt von 21 Lire erhielt, wohnte zwar nicht in dem Gebiet, aber nicht weit davon entfernt. Er wurde mit den öffentlichen Unterlagen betraut.
Nach der vorübergehenden Vereinigung der lombardischen Provinzen mit dem Königreich Sardinien wurde die Gemeinde Cazzago Brabbia mit 646 Einwohnern, die von einem fünfzehnköpfigen Gemeinderat und einem zweiköpfigen Stadtrat verwaltet wird, auf der Grundlage der durch das Gesetz vom 23. Oktober 1859 festgelegten Gebietsaufteilung in das Mandamento VII von Gavirate, Bezirk II von Varese, Provinz Como, aufgenommen. Bei der Verfassung des Königreichs Italien im Jahr 1861 hatte die Gemeinde 712 Einwohner (Volkszählung 1861). Bis 1863 trug die Gemeinde den Namen Cazzago, danach wurde sie in Cazzago Brabbia umbenannt (Königlicher Erlass Nr. 1.192 vom 8. Februar 1863). Nach dem Gesetz über die Gemeindeorganisation von 1865 wurde die Gemeinde von einem Bürgermeister, einer Junta und einem Rat verwaltet. Im Jahr 1867 wurde die Gemeinde in denselben Kreis, Bezirk und dieselbe Provinz aufgenommen (1867).
Im Jahr 1924 wurde die Gemeinde in den Bezirk Varese der Provinz Como eingegliedert. Nach der Gemeindereform von 1926 wurde die Gemeinde von einem Podestà verwaltet. Im Jahr 1927 wurde die Gemeinde der Provinz Varese zugeschlagen. Nach der Gemeindereform von 1946 wurde die Gemeinde Cazzago Brabbia von einem Bürgermeister, einer Junta und einem Gemeinderat verwaltet. Im Jahr 1971 hatte die Gemeinde Cazzago Brabbia eine Fläche von 386 Hektar.

## Bevölkerung
| Bevölkerungsentwicklung | Bevölkerungsentwicklung | Bevölkerungsentwicklung | Bevölkerungsentwicklung | Bevölkerungsentwicklung | Bevölkerungsentwicklung | Bevölkerungsentwicklung | Bevölkerungsentwicklung | Bevölkerungsentwicklung | Bevölkerungsentwicklung | Bevölkerungsentwicklung | Bevölkerungsentwicklung | Bevölkerungsentwicklung |
| ----------------------- | ----------------------- | ----------------------- | ----------------------- | ----------------------- | ----------------------- | ----------------------- | ----------------------- | ----------------------- | ----------------------- | ----------------------- | ----------------------- | ----------------------- |
| Jahr                    | 1751                    | 1805                    | 1853                    | 1881                    | 1901                    | 1921                    | 1951                    | 1971                    | 1991                    | 2001                    | 2011                    | 2021                    |
| Einwohner               | 231                     | 239                     | *643                    | 816                     | 826                     | 841                     | 623                     | 777                     | 730                     | 785                     | 828                     | 794                     |

- 1809 Fusion mit Travedona

## Söhne und Töchter (Auswahl)
- Giancarlo Giorgetti (* 16. Dezember 1966 in Cazzago Brabbia) ist ein italienischer Politiker der Lega Nord.